# Peter te Bos
Peter te Bos (Amsterdam, 24 december 1950) is een Nederlands muzikant en grafisch ontwerper. 

## Loopbaan
Te Bos is sinds 1983 bekend als zanger van Claw Boys Claw, een Nederlandse band die als exponent van de Amsterdamse Gitaarschool wordt beschouwd. Naast muzikant is Te Bos ook grafisch ontwerper en in die hoedanigheid van 1994 tot en met 2016 betrokken bij Lowlands, onder andere als ontwerper van de website en de aankleding van dit festival.
In 2017 vertolkte hij een gastrol als het personage Kas in de bioscoopfilm Kleine IJstijd.